# Jeff Bzdelik
Jeff Bzdelik, né le 1er décembre 1952, à Chicago, en Illinois, est un entraîneur américain de basket-ball.